# Willi Veller

Willi Veller

Wilhelm „Willi“ Veller (* 9. Oktober 1896 in Witten an der Ruhr; † 22. Juni 1941 in Bredauen) war ein deutscher Politiker (NSDAP).

## Leben und Wirken
Veller wurde 1896 als Sohn eines selbständigen Kaufmanns geboren. Nach dem Besuch der Volksschule und der Oberrealschule meldete Veller sich zu Beginn des Ersten Weltkriegs als Kriegsfreiwilliger. Als Angehöriger des Infanterieregiments 171 wurde er dreimal verwundet und zum Vizefeldwebel befördert. 1915 wurde er zum Offiziersaspiranten ernannt. 1916 geriet Veller in russische Kriegsgefangenschaft. Bis 1918 wurde er in Sibirien gefangengehalten. Nach der Russischen Revolution konnte er fliehen und nach Deutschland zurückkehren, wo er in sein altes Regiment zurückkehrte. Während seiner Ferien immatrikulierte Veller sich an der Universität Bonn, wo er später zum Dr. phil. promovierte. Die Universität Bonn teilte jedoch mit, dass das eigentlich ausgeschlossen sein müsste, denn Vellers Name taucht in keiner einzigen Promovierenden-Liste auf.  Im August 1918 trat Veller in die Fliegerersatzabteilung in Altenburg ein. Nach dem Krieg trat Veller in das väterliche Geschäft ein. Nach dem Tod des Vaters 1928 übernahm er dieses, allerdings ging sein Geschäft 1930 bankrott.
1924 trat Veller in die NSDAP ein. Zur selben Zeit wurde er Mitglied der Sturmabteilung (SA), in der er den Rang eines SA-Brigadeführers erreichte und bis zum SA-Führer für den Unterbezirk Düsseldorf ernannt wurde. In der Spätphase der Weimarer Republik nahm Veller als SA-Führer an zahlreichen Saalschlachten, Straßenkämpfen und anderen handgreiflichen Auseinandersetzungen mit politischen Gegnern und Konkurrenten der NS-Bewegung teil. In einem Brief an Gregor Strasser schrieb Veller im Februar 1933, während der Weimarer Zeit wegen seiner politischen Aktivitäten mehr als dreißigmal vor Gericht gestellt worden zu sein, darunter achtmal wegen Körperverletzung. Karl Ibach schilderte den Straßenkämpfer Veller als einen „skrupellosen Mordbuben“. Im November 1929 wurde Veller Stadtverordneter in Wuppertal und blieb dies bis 1933.
Bei der Reichstagswahl vom September 1930 wurde Veller als Kandidat seiner Partei für den Wahlkreis 22 (Düsseldorf Ost) in den Reichstag gewählt, dem er in der Folge bis zum November 1933 angehörte. Als Reichstagsabgeordneter stimmte Veller unter anderem für das Ermächtigungsgesetz vom 24. März 1933, das die juristische Grundlage für die Errichtung der NS-Diktatur bildete.
Veller feierte, wie so oft, in diversen Kneipen in Wuppertal bis in die frühen Morgenstunden und prellte auch oftmals die Zeche der Alkoholorgien. Der Nervenarzt Göring, ein Verwandter des damaligen preußischen Innenministers und späteren Reichsfeldmarschalls Hermann Göring, bescheinigte schriftlich, dass Veller ein massives Alkoholproblem habe. Im November 1932 fuhr er nach einem Zechgelage bis morgens um vier Uhr mit seinem Dienstwagen durch das Tal und schoss hierbei in betrunkenem Zustand auf unbeteiligte und zur Arbeit gehende Passanten. Eine junge Arbeiterin wurde verletzt. Trotzdem wurde er wenig später nach der Machtübernahme in hohe Positionen versetzt.

### Leben im NS-Staat (1933 bis 1941)
Im Juli 1933 wurde Veller zum kommissarischen Polizeipräsidenten von Wuppertal ernannt. In dieser Funktion organisierte er die Verfolgung politischer Gegner des Nationalsozialismus in der Stadt und die mit Gewalt und Terror durchgesetzte Gleichschaltung der Kommune. Karl Ibach beschreibt die Machtstellung, die Veller auf dieser provinziellen Ebene genoss, indem er ihn als den „kleinen Göring Wuppertals“ charakterisiert. Außerdem wurde er zur gleichen Zeit zum SA-Brigadeführer ernannt und einen Monat später mit der Führung der SA-Brigade 72 (Wuppertal) beauftragt.
In dieser Funktion rief Veller das Konzentrationslager Kemna ins Leben, ein sogenanntes „wildes“, weil nicht von staatlichen Stellen anerkanntes KZ, in dem Veller seine politischen Gegner gefangenhalten ließ. Das Lager ließ Veller auf dem Gelände einer leerstehenden Putzwollfabrik bei Wuppertal-Beyenburg einrichten. Zuvor hatte Veller bereits politische Gegner im Keller des Sitzes seines persönlichen Stabes im Schloss Jägerhof im Zentrum von Düsseldorf von seiner SA-Stabswache gefangenhalten und foltern lassen. Die in der Wuppertaler Bevölkerung kursierenden Gerüchte über die Misshandlung der Häftlinge in Kemna durch die SA-Wachmannschaften führten schließlich dazu, dass die Staatsanwaltschaft ein Ermittlungsverfahren einleitete, das allerdings bald versandete. Der ermittelnde Staatsanwalt wurde strafversetzt, das Verfahren ohne Verhandlung zu den Akten gelegt.
Veller war einer von acht höheren Wuppertaler SA-Führern, die der Gruppenführer Heinrich Knickmann, der Sonderbeauftragte des Obersten SA-Führers, d. h. Hitlers, zur Regelung der Wuppertaler Verhältnisse am 15. Dezember 1933 in Ehrenhaft nehmen bzw. beurlauben ließ. Am 15. Februar 1934 wurde er wegen der Unterschlagung von Parteigeldern und Korruption aus seiner Position als Führung der Wuppertaler SA-Standarte enthoben und degradiert. Als SA-Standartenführer wurde er in den Stab der SA-Obergruppe 4 (Dresden) versetzt. Im März 1934 wurde er auch endgültig von seinen Pflichten als Wuppertaler Polizeipräsident entbunden.
Eine Untersuchung der Kemnaer Vorgänge durch Parteistellen mündete zunächst in einer Verfügung des persönlichen Stabes Hitlers, Veller und sechs weitere SA-Männer wegen der Misshandlung von „Schutzhäftlingen“ in Kemna aus der Partei auszuschließen. Diese Verfügung wurde am 19./20. Februar 1935, nach einem Einspruch Vellers, durch das Oberste Parteigericht der NSDAP in München aufgehoben. Stattdessen wurde Vellers Strafe auf eine Verwarnung beschränkt. Von Januar bis Dezember 1936 wurde Veller mit der Führung der SA-Standarte 211 (SA-Gruppe Pommern) beauftragt, ab dem 30. Juli als SA-Oberführer. Ab dem 1. Januar 1937 war er bis zum 30. November 1939 Führer der SA-Brigade 22 (Küstrin). Im April 1938 war er erfolglos für den Reichstag vorgeschlagen worden. 
Ab November 1939 amtierte Veller als Polizeipräsident der Stadt Oberhausen. 
1940 trat er in den aktiven Militärdienst ein. Am 3. September 1940 wurde er als Feldwebel d. R. und als Zugführer in die besetzten Ostgebiete geschickt. Seinen Posten als Polizeipräsident behielt er nominell während seiner Militärzugehörigkeit bei.
Am 22. Juni 1941, dem ersten Tag des deutschen Angriffs auf die Sowjetunion, kam Veller, der inzwischen den Rang eines Leutnants innehatte, zu Tode. Die Kriegsgräberdatenbank verzeichnet seinen Todesort als „4 km ostwärts Bredauen, 300 m westl.Höhe 220“. Die Wehrmachtskartei gibt als Todesursache einen Kopfschuss an.
Vellers Grab befindet sich auf der Kriegsgräberstätte in Kaunas (Endgrablage: Block 4 Reihe 11 Grab 459).